# Manila Standard
Manila Standard – filipiński dziennik wydawany w języku angielskim. Został założony w 1987 roku.